# Маилтон (футболист)
Маи́лтон дос Са́нтос де Са (порт.-браз. Maílton dos Santos de Sá); род. 31 мая 1998, Параизу-ду-Норти, Парана) — бразильский футболист, защитник украинского клуба «Металлист», выступающий на правах аренды за клуб «Шапекоэнсе».

## Биография
Маилтон родился в Бразилии, муниципалитет Параизу-ду-Норти, который входит в штат Парана. Начал заниматься футболом в клубе «Атлетико Паранаэнсе».
Маилтон начал свою футбольную карьеру в 16 лет, в молодёжном составе «Палмейраса». Позже его пригласили в основную команду, после того как его игру заметили на молодёжном кубке Сан-Паулу в 2018 году, но он так и не вышел на поле за «альвиверде».
27 февраля 2018 года подписал арендный контракт сроком на 6 месяцев с «Санта-Круз». Первый матч за новую команду Маилтон провел 10 марта 2018 года против «КРБ».
В 2019, после того как он так и не вышел на поле за «Палмейрас», Маилтон принял решение расторгнуть контракт и вскоре было объявлено о его переходе в «Мирасол». Он впервые вышел на поле на замены в матче против «Сантоса», команда Маилтона проиграла со счетом 0:1. За «Мирасол» Маилтон провел 8 матчей, поразить ворота соперников ему так и не удалось.
После неплохой игры в «Мирасоле», 22 апреля 2019 он был отдан в аренду «Операрио Ферровиарио». За «деревенского призрака» первый матч Маилтон провел 25 мая против «Ботафого-РП», который закончился поражением при родной публике. Свой первый гол Маилтон забил 30 июля, проиграв на выезде 2:4 «Атлетико Гоияниенсе». Его хорошие игры принесли ему несколько предложений от бразильских клубов. За 28 матчей Маилтон отличился 4-мя голами.
12 декабря 2019 «Атлетико Минейро» объявили о подписании Маилтона, контракт был рассчитан до декабря 2022 года. 26 января 2020 года, в свой первой игре за клуб Маилтон отличился голом в ворота «Тупинамбаса», матч закончился со счетом 5:0. Особого внимания к Маилтону руководство клуба не питало, ведь он появился на поле только в 11 матчах и имел на своем счету все тот же единственный гол в ворота «Тупинамбаса».
Первый матч Маилтон провел 16 ноября 2020 года, выйдя в стартовом составе против «Баии», для команды Маилтона матч закончился поражением 1:2.
6 мая 2021 года было объявлено о пролонгации аренды до того момента, как станет известен чемпион Лиги Паранаэнсе.
21 июня 2021 года был официально представлен игроком «Металлиста». Контракт аренды рассчитан сроком на 1 год и включает в себя пункт выкупа игрока. 7 августа в гостевой игре против команды «Прикарпатье» (1:4) отметился голевой передачей на своего соотечественника Жо.